# Клое Треспеш
Клое́ Треспе́ш (фр. Chloé Trespeuch, 13 квітня 1994) — французька сноубордистка, що спеціалізується в сноубордкросі, олімпійська медалістка.
Бронзову олімпійську медаль Клое виборола на Іграх 2014 року Сочі.

## Олімпійські ігри
| Рік  | Місто                     | Сноубордкрос |
| ---- | ------------------------- | ------------ |
| 2014 | Сочі, Росія               | 3            |
| 2018 | Пхьончхан, Південна Корея | 5            |
| 2022 | Пекін, Китай              | 2            |

## Чемпіонат світу
| Рік  | Місто                  | Сноубордкрос | Командний сноубордкрос |
| ---- | ---------------------- | ------------ | ---------------------- |
| 2013 | Стоунем, Канада        | 4            | Н/Д                    |
| 2015 | Крайшберг, Австрія     | 12           | Н/Д                    |
| 2017 | Сьєрра-Невада, Іспанія | 2            | 1                      |
| 2019 | Юта, США               | 7            | 5                      |
| 2021 | Ідре, Швеція           | 7            | 9                      |

## Виноски
1. ↑  http://www.letudiant.fr/etudes/jo-d-hiver-2018-des-lyceens-et-etudiants-francais-en-lice.html
2. ↑  Вимова прізвища. Архів оригіналу за 20 березня 2014. Процитовано 17 лютого 2014.
3. ↑  Ladies' Snowboard Cross Finals. Organizing Committee of the XXII Olympic Winter Games and XI Paralympic Winter Games of 2014 in Sochi. 16 лютого 2014. Архів оригіналу за 16 лютого 2014. Процитовано 16 лютого 2014.